# Berlin Excelsior
Berlin Excelsior ist ein deutscher Dokumentarfilm von Erik Lemke aus dem Jahr 2017, der von Peter Rommel produziert worden ist.

## Inhalt
Der Dokumentarfilm zeigt Szenen aus dem Leben zahlreicher Bewohner des Wohn- und Geschäftsgebäudes “Excelsiorhaus”, das im Berliner Ortsteil Kreuzberg gelegen ist. In den Szenen ist der Alltag verschiedener Bewohner dargestellt, wobei die Kamera von André Krummel scheinbar unbemerkt selbst an intimsten Lebenssituationen teilnimmt. Einzelne Bewohner des Excelsior-Hauses, „die erfolglos die Glücksversprechen unserer Gesellschaft einzulösen versuchen“ werden genauer porträtiert, darunter ein ehemaliger Escort, eine alternde Revue-Tänzerin, ein scheiternder Start-up-Gründer und ein Rentner, der sich mal als Fotograf, mal als Unternehmensberater vorstellt. Sie sind in verschiedenen Szenen zu sehen, die sich zu zusammenhängenden Geschichten fügen.
Auch das Gebäude selbst ist in zahlreichen ästhetisierten Zwischenschnitten in den Fokus genommen. Eine Einheit mit der Stadt dahinter stellt der Film nicht her. Der Stahlbetonbau erscheint für sich allein in einer kaum näher definierten Umgebung und wird lediglich am Ende in einer Nachtaufnahme im Ganzen gezeigt. In einer Sequenz aus SFB-Abendschau-Ausschnitten der vergangenen 50 Jahre, werden große Zukunftspläne für das Gebäude verkündet, und gleichzeitig von Pleiten, Zwangsversteigerung bis hin zu Mord berichtet.
Der fast ausschließlich im Excelsiorhaus aufgenommene Dokumentarfilm ist szenisch aufgelöst und verzichtet auf Interviews und Off-Kommentar.

## Hintergrund
Schon 1929 diente der Vorgängerbau, das damalige Hotel Excelsior, der Schriftstellerin Vicki Baum als Vorbild für ihren Roman Menschen im Hotel, der das Genre der Gruppenromane begründete. Einzelne Figuren im Dokumentarfilm Berlin Excelsior lassen Parallelen erkennen.
Regisseur Erik Lemke, selbst Bewohner des Hauses, sieht das Thema des Films in einem Zitat von Jonathan Swift am besten beschrieben: „Genau genommen leben sehr wenige Menschen in der Gegenwart. Die meisten bereiten sich vor, demnächst zu leben.“

## Kritiken
„So gelingen (den Filmemachern) tragikomische Charakterstudien, die die Widersprüche der spätkapitalistischen Gegenwart abbilden; das „Entrepreneurtum“ als besonders erstrebenswertes Lebensmodell auf der einen Seite und eine gleichgültige Ökonomie, die für viele Menschen keine würdevolle Verwendung hat, auf der anderen.“

„Lemke und Krummel wählen gezielt oft genau diese Momente der Selbstdarstellung und arrangieren streng wirkende Bildkompositionen, die jede Falte, jede nervöse Zuckung zur Geltung bringen. Immer wieder auch Aufnahmen vom maroden Charme des Stahlbetonbaus, welcher in den 60ern für modernes Wohnen stand. Und jetzt wie in einer Art Zeitkapsel feststeckt. Den Pool gibt es schon lange nicht mehr, und die „Solar Bar“ verströmt einen aufgesetzten, fast billigen Schick. Alles und alle wirken überschminkt und erinnern an Zeiten, als Schwarzlicht in der Diskothek der letzte Schrei war.“

„Es sind Aufnahmen seltsamer Schönheit, etwa als sich bei einem Rohrbruch ein mächtiger Wasserstrahl auf einem Auto in der Tiefgarage entlädt. Es gibt nur ein Auto, der Strahl trifft es exakt in der Mitte. Wie kam es zu diesem Bild? Wie sehr wurde in die Wirklichkeit eingegriffen, um diese Aufnahme zu produzieren? Wie dokumentarisch ist diese Aufnahme noch? Erik Lemke spielt mit den Grenzen zwischen dem Dokumentarischen und dem Fiktiven, dem Vorgefundenen und dem Hergerichteten. Ein Spiel, auf das viele der beobachteten Personen ein Echo abgeben. Denn in Berlin Excelsior ist die Selbstdarstellung omnipräsent: Smartphones, Fotoshootings, Bewerbungsvideos durchziehen den Film und bebildern das Spannungsverhältnis zwischen der Illusion eines „Live-Dabei-Seins“ und inszenatorischen Bemühungen.“

„Falls es Lemke um die teils unsicheren, prekären Lebensumstände seiner Protagonisten ging – so deutet es der Pressetext an –, bleibt der soziale Kommentar reichlich vage; falls er, im Stil von J.G. Ballards High Rise, den Einfluss gigantischer Betonbauten auf ihre Bewohner untersuchen wollte, fehlt die klare Beweisführung.
Dabei hat der Filmemacher eine sympathische Mischung aus Neu- und Alt-Berliner Originalen vor der Kamera versammelt und als rein lokalpatriotische Ode an die Lebenskünstler der Hauptstadt funktioniert der Film durchaus. Darüber hinaus aber gelingt es Berlin Excelsior nicht, einem roten Faden zu folgen, der zu mehr führen könnte als einem kurzweiligen und bald wieder vergessenen Einblick in das Leben einiger Großstädter.“

## Auszeichnungen
Berlin Excelsior wurde am 27. Oktober 2017 auf den 51. Internationalen Hofer Filmtagen uraufgeführt. Der Film wurde von der Deutschen Film- und Medienbewertung mit dem Prädikat „besonders wertvoll“ ausgezeichnet. Der Filmkritiker Wolfgang M. Schmitt von Die Filmanalyse zählt Berlin Excelsior zu den 20 besten Filmen des Jahres 2018.